# Pastırma

Pastirma

Pastırma is een delicatesse. Het is in de open lucht gedroogd pekelvlees, omgeven door paprika, knoflook, fenegriek, komijn en zout. De bereiding vergt afhankelijk van het klimaat gemiddeld een maand. Sommige mensen beweren dan ook dat je na het eten van pastırma drie dagen lang een onaangename geur verspreidt, omdat de grote hoeveelheden knoflook en met name de fenegriek zelfs via de poriën weer het lichaam verlaten.
De pastırma is uitgevonden door de Turkse ruiters uit Perzië die in Anatolië kwamen wonen. Het vlees werd in zakken om de paarden gedaan, droogde uit en deze kreeg de vorm die we nu ook bij de pastırma terugzien.
De naam van de pastırma komt uit de Archaïsche periode van de Iskilip dynastie in Çorum.

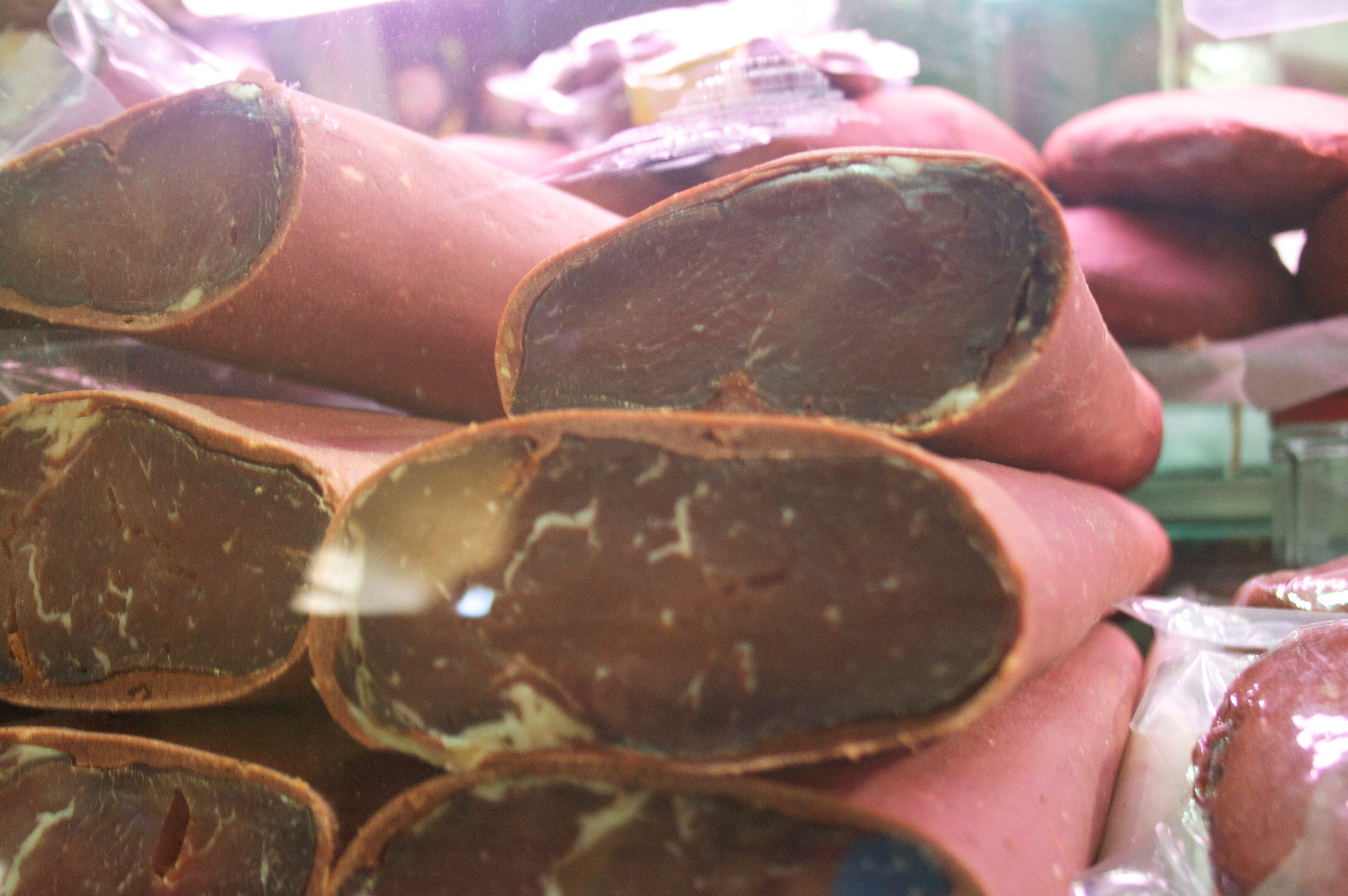
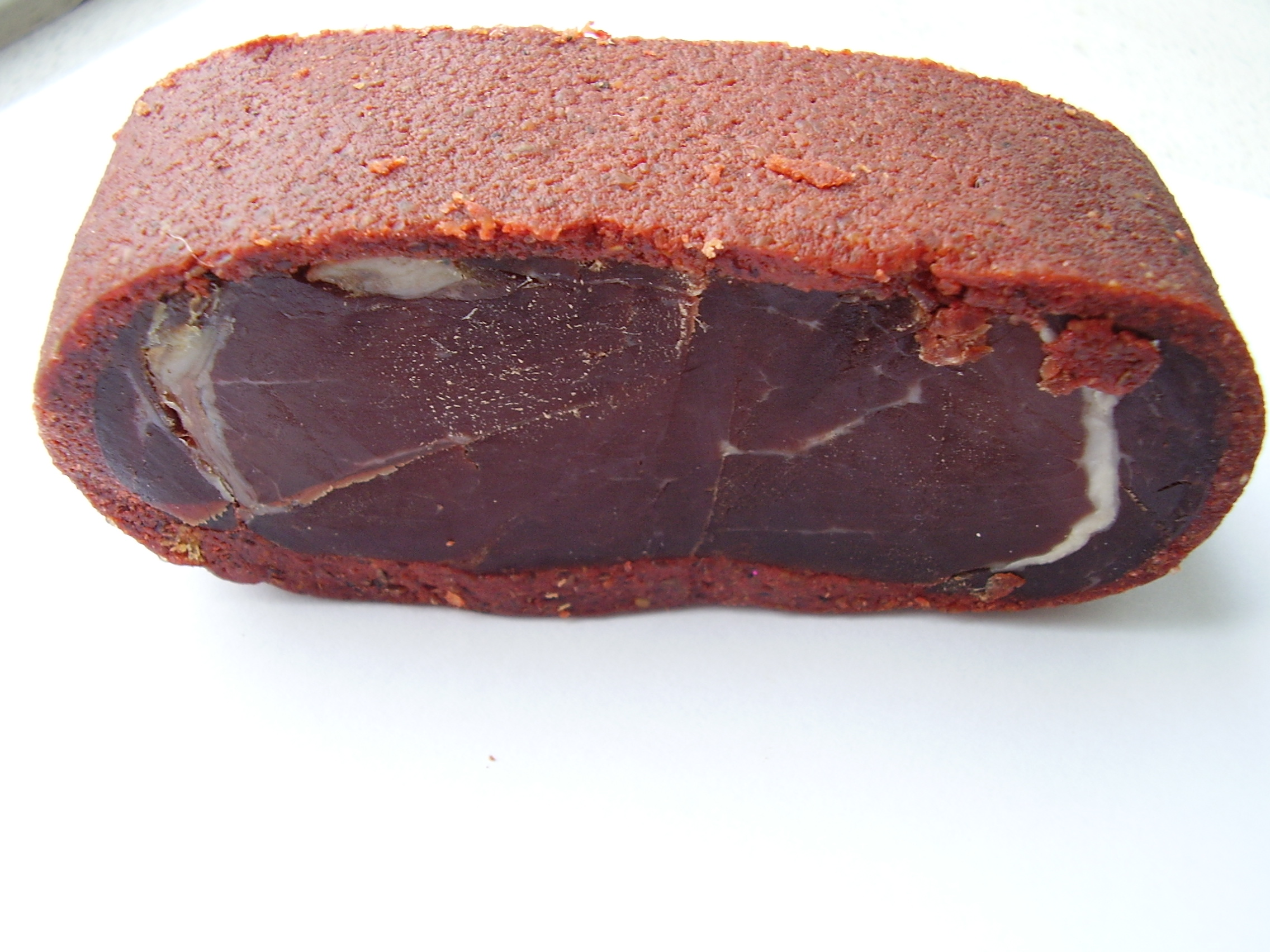
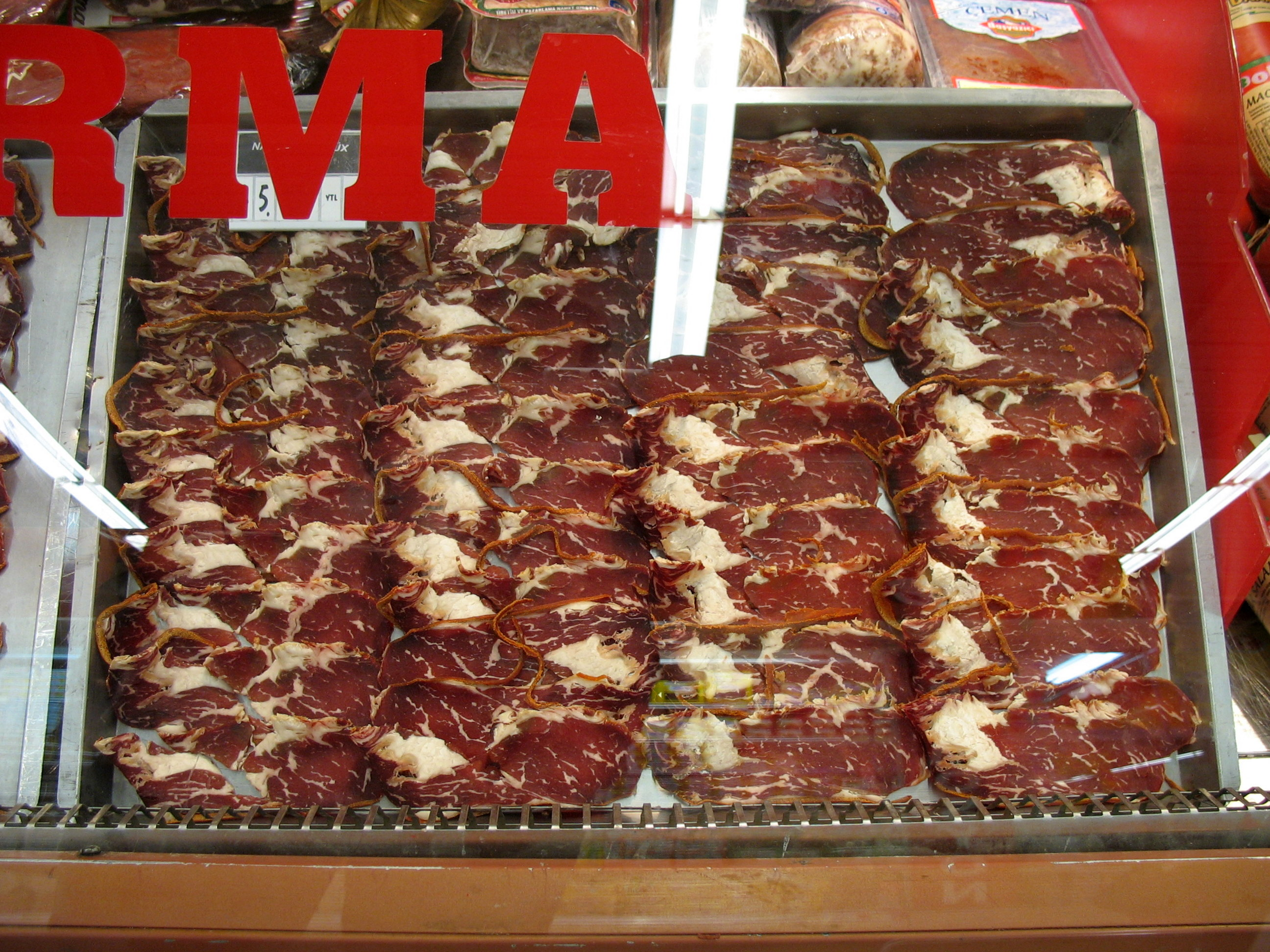
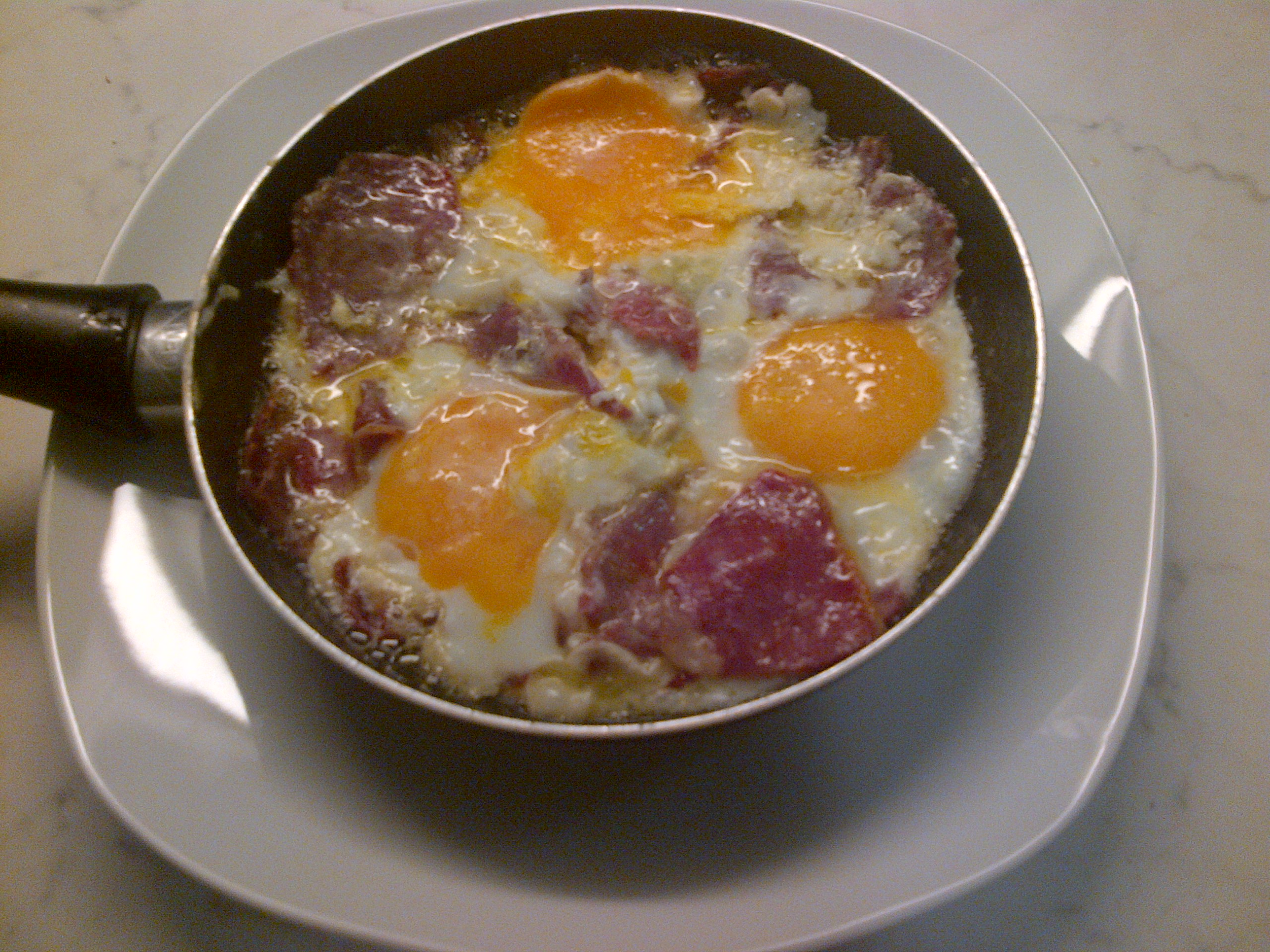
Pastirma met drie eieren, als Turks ontbijt